# Nez-percé (langue)
Cet article concerne la langue nez-percé. Pour le peuple nez-percé, voir Nez-Percés.

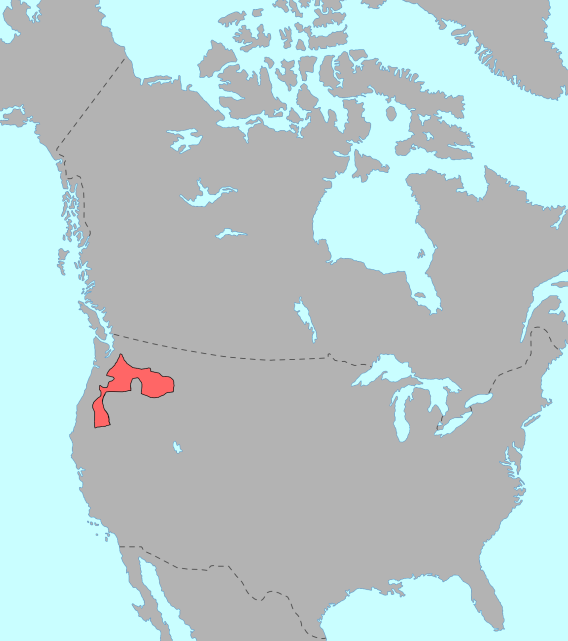

Le nez-percé est une langue amérindienne de la famille des langues sahaptiennes parlée aux États-Unis, en Idaho et dans les régions contigües de l'Oregon et de l'État de Washington.
La langue est menacée, les locuteurs étant des adultes âgés.

## Variétés
Le nez-percé était divisé en deux variétés qui sont mal documentées. Aujourd'hui, il ne subsiste plus qu'un dialecte.

## Écriture
| a  | a· | c  | c’ | e  | é· | h | i  | í· | k  | k’ | l  | l’ | ł | ƛ | m  | m’ | n | n’ | o |
| ó· | p  | p’ | q  | q’ | s  | t | t’ | u  | ú· | w  | w’ | x  | x̂ | y | y’ | ʔ  |   |    |   |